# Rudolfshöhe
Rudolfshöhe är ett berg i Österrike.   Det ligger i distriktet Sankt Pölten-Land och förbundslandet Niederösterreich, i den östra delen av landet, 14 km väster om huvudstaden Wien. Toppen på Rudolfshöhe är 475 meter över havet, eller 152 meter över den omgivande terrängen. Bredden vid basen är 2,0 km.
Terrängen runt Rudolfshöhe är huvudsakligen lite kuperad. Runt Rudolfshöhe är det mycket tätbefolkat, med 3 134 invånare per kvadratkilometer.. Närmaste större samhälle är Wien, 13,7 km öster om Rudolfshöhe. 
I omgivningarna runt Rudolfshöhe växer i huvudsak blandskog.